# Avenida Van Siclen (línea Jamaica)
La Avenida Van Siclen es una estación en la línea Jamaica del Metro de Nueva York de la B del Brooklyn–Manhattan Transit Corporation y el Independent Subway System. La estación se encuentra localizada en East New York, Brooklyn entre la Avenida Van Siclen y la Avenida Jamaica. La estación es servida en varios horarios por los trenes del Servicio  y .